# 黑森選侯省
黑森選侯省（德語：Provinz Kurhessen）是1944年至1945年間納粹德國境內普魯士的一個省。
儘管包括普魯士在內的所有德意志國家實際上自1933年以來都已解散，但納粹政府正式將普魯士黑森-拿騷省分為兩個省，並於1944年4月1日頒布法令，该法令於当年7月1日生效。這兩個新的省分别是黑森選侯省和拿騷省，但只是作为名义上的存在。
二戰結束後，黑森選侯省被美军占领。該省於1945年9月19日被美國占領軍解散，成為大黑森行政區的一部分。僅僅一年多之後，大黑森州就改制成為了現代德國的黑森州。